# أول لوند
أول لوند (بالنرويجية البوكمول: Ole Lund)‏ هو محامي نرويجي، ولد في 8 يوليو 1934 في هامرفست في النرويج.